# Roy Terschegget
Roy Terschegget (Veenendaal, 8 januari 1987) is een Nederlandse voetballer die als middenvelder speelt.

## Loopbaan
Terschegget werd in de jeugd bij GVVV gescout door sc Heerenveen. Na enkele jaren in de jeugd van de Friese club, stapte hij over naar De Graafschap. Op 27 september 2008 maakte Terschegget zijn debuut in het betaald voetbal in een uitwedstrijd tegen FC Twente (3-0 verlies). In de daaropvolgende twee seizoenen bij De Graafschap speelde hij zes wedstrijden. In het seizoen 2010-2011 keerde hij terug naar GVVV. Dat seizoen werd hij met GVVV kampioen in de Zaterdag Hoofdklasse B. Hij werd aanvoerder en promoveerde met zijn club in 2016 naar de Tweede divisie. Vanaf het seizoen 2019/20 speelt Terschegget voor SV Spakenburg.

## Clubstatistieken
| Seizoen | Club          | Duels | Goals | Competitie             |
| ------- | ------------- | ----- | ----- | ---------------------- |
| 2007/08 | De Graafschap | 0     | 0     | Eredivisie             |
| 2008/09 | De Graafschap | 1     | 0     | Eredivisie             |
| 2009/10 | De Graafschap | 5     | 0     | Eerste divisie         |
| 2010/11 | GVVV          | onb.  | onb.  | Zaterdag Hoofdklasse B |
| 2011/12 | GVVV          | 7     | 1     | Topklasse Zaterdag     |
| 2012/13 | GVVV          | 30    | 5     | Topklasse Zaterdag     |
| 2013/14 | GVVV          | 27    | 6     | Topklasse Zaterdag     |
| 2014/15 | GVVV          | 30    | 4     | Topklasse Zaterdag     |
| 2015/16 | GVVV          | 28    | 5     | Topklasse Zaterdag     |
| 2016/17 | GVVV          | 34    | 2     | Tweede divisie         |
| 2017/18 | GVVV          | 31    | 6     | Tweede divisie         |
| 2018/19 | GVVV          | 31    | 11    | Tweede divisie         |
| 2019/20 | SV Spakenburg |       |       | Tweede divisie         |
| 2021/22 | De Merino's   |       |       | 2e klasse              |
| Totaal  |               | 224   | 40    |                        |